# La Passe FC
El La Passe Football Club és un club de futbol de la ciutat de La Digue, Seychelles. Els seus colors són el groc i el verd.

## Palmarès
- Lliga seychellesa de futbol:[2]

2002, 2004, 2005, 2009, 2021–2022
- Copa President seychellesa de futbol:[3]

2002, 2005
- Copa de la Lliga seychellesa de futbol:[3]

2003, 2014, 2015